# Nowa Wieś Złotoryjska (przystanek kolejowy)
Nowa Wieś Złotoryjska – nieistniejący przystanek osobowy w Nowej Wsi Złotoryjskiej, w powiecie złotoryjskim, w województwie dolnośląskim, w Polsce.